# Партизанська сільська рада (Бурлинський район)
Партиза́нська сільська рада (рос. Партизанский сельский совет) — сільське поселення у складі Бурлинського району Алтайського краю Росії.
Адміністративний центр — село Партизанське.

## Історія
2011 року до складу Партизанської сільської ради (села Гусина Ляга, Партизанське) включена територія ліквідованої Асямовської сільської ради (села Асямовка, Бурлінка).

## Населення
Населення — 969 осіб (2019; 1145 в 2010, 1641 у 2002).

## Склад
До складу сільської ради входять:
| Населений пункт    | Населення, осіб (2002) | Населення, осіб (2010) |
| ------------------ | ---------------------- | ---------------------- |
| Асямовка, село     | 428                    | 238                    |
| Бурлінка, село     | 166                    | 64                     |
| Гусина Ляга, село  | 459                    | 309                    |
| Партизанське, село | 588                    | 534                    |